# Associazione Sportiva Reggina 1985-1986
Questa voce raccoglie le informazioni riguardanti l'Associazione Sportiva Reggina nella stagione 1985-1986.

## Stagione
La squadra, allenata da Giuseppe Caramanno, ha concluso il girone D della Serie C2 1985-1986 al secondo posto, conquistando pertanto la promozione in Serie C1.

## Rosa
| N. |                   | Ruolo | Calciatore          |
| -- | ----------------- | ----- | ------------------- |
| -  | Italia (bandiera) | P     | Ernani Ritrovato    |
| -  | Italia (bandiera) | P     | Claudio Tarocco     |
| -  | Italia (bandiera) | P     | Angelo Conticelli   |
| -  | Italia (bandiera) | D     | Angelo Cracchiolo   |
| -  | Italia (bandiera) | D     | Luciano Bellaspica  |
| -  | Italia (bandiera) | D     | Gavino Costaggiu    |
| -  | Italia (bandiera) | C     | Salvatore Amato     |
| -  | Italia (bandiera) | C     | Paolo Crucitti      |
| -  | Italia (bandiera) | C     | Antonio Figliomeni  |
| -  | Italia (bandiera) | C     | Rocco Massimo Macrì |
| -  | Italia (bandiera) | C     | Maurizio Raggi      |
| -  | Italia (bandiera) | C     | Franco Mondello     |

| N. |                   | Ruolo | Calciatore         |
| -- | ----------------- | ----- | ------------------ |
| -  | Italia (bandiera) | A     | Luciano Gaudino    |
| -  | Italia (bandiera) | A     | Giovanni Mazzella  |
| -  | Italia (bandiera) | A     | Sossio Perfetto    |
| -  | Italia (bandiera) | A     | Mauro Vittiglio    |
| -  | Italia (bandiera) | A     | Diego Spinella     |
| -  | Italia (bandiera) | D     | Paolo De Giovanni  |
| -  | Italia (bandiera) | D     | Giuseppe Geria     |
| -  | Italia (bandiera) | D     | Marco Cacitti      |
| -  | Italia (bandiera) | D     | Giuseppe Cristiano |
| -  | Italia (bandiera) | D     | Antonino Marletta  |
| -  | Italia (bandiera) | D     | Antonino Cerro     |

## Risultati

### Serie C2

#### Girone di andata
| 22 settembre 1985 1ª giornata | Juventus Stabia | 2 – 0 | Reggina |  |

| 29 settembre 1985 2ª giornata | Reggina | 1 – 0 | Paganese |  |

| 6 ottobre 1985 3ª giornata | Ischia Isolaverde | 0 – 0 | Reggina |  |

| 13 ottobre 1985 4ª giornata | Reggina | 0 – 0 | Rende |  |

| 20 ottobre 1985 5ª giornata | Frosinone | 1 – 2 | Reggina |  |

| 27 ottobre 1985 6ª giornata | Reggina | 0 – 0 | Turris |  |

| 3 novembre 1985 7ª giornata | Reggina | 1 – 0 | Pro Cisterna |  |

| 10 novembre 1985 8ª giornata | Ercolanese | 1 – 1 | Reggina |  |

| 17 novembre 1985 9ª giornata | Reggina | 3 – 0 | Nissa |  |

| 24 novembre 1985 10ª giornata | Gladiator | 0 – 0 | Reggina |  |

| 1º dicembre 1985 11ª giornata | Reggina | 1 – 0 | Siracusa |  |

| 8 dicembre 1985 12ª giornata | Nocerina | 0 – 0 | Reggina |  |

| 15 dicembre 1985 13ª giornata | Reggina | 3 – 1 | Canicattì |  |

| 22 dicembre 1985 14ª giornata | Trapani | 1 – 0 | Reggina |  |

| 5 gennaio 1986 15ª giornata | Afragolese | 0 – 1 | Reggina |  |

| 12 gennaio 1986 16ª giornata | Reggina | 1 – 0 | Akragas |  |

| Arbitro: | Monni (Sassari) |

|              |           |  |
| Raimondo 88’ | Marcatori |  |

#### Girone di ritorno
| 26 gennaio 1986 18ª giornata | Reggina | 1 – 0 | Juventus Stabia |  |

| 2 febbraio 1986 19ª giornata | Paganese | 1 – 1 | Reggina |  |

| 9 febbraio 1986 20ª giornata | Reggina | 2 – 0 | Ischia Isolaverde |  |

| 16 febbraio 1986 21ª giornata | Rende | 2 – 0 | Reggina |  |

| 23 febbraio 1986 22ª giornata | Reggina | 2 – 1 | Frosinone |  |

| 2 marzo 1986 23ª giornata | Turris | 2 – 2 | Reggina |  |

| 9 marzo 1986 24ª giornata | Pro Cisterna | 0 – 1 | Reggina |  |

| 23 marzo 1986 25ª giornata | Reggina | 0 – 0 | Ercolanese |  |

| 29 marzo 1986 26ª giornata | Nissa | 2 – 0 | Reggina |  |

| 6 aprile 1986 27ª giornata | Reggina | 3 – 0 | Gladiator |  |

| 13 aprile 1986 28ª giornata | Siracusa | 1 – 1 | Reggina |  |

| 20 aprile 1986 29ª giornata | Reggina | 1 – 1 | Nocerina |  |

| 4 maggio 1986 30ª giornata | Canicattì | 1 – 2 | Reggina |  |

| 11 maggio 1986 31ª giornata | Reggina | 6 – 1 | Trapani |  |

| 18 maggio 1986 32ª giornata | Reggina | 1 – 0 | Afragolese |  |

| 25 maggio 1986 33ª giornata | Akragas | 2 – 1 | Reggina |  |

| Arbitro: | Gazzetta (Mestre) |

|                           |           |              |
| Spinella 33’ Perfetto 63’ | Marcatori | 15’ Mordocco |